# Federico Falco
Federico Falco (General Cabrera, 20 de septiembre de 1977) es un escritor argentino. Considerado uno de los escritores más destacados de la literatura argentina contemporánea, su obra se compone, principalmente, de libros de cuentos.Su segunda novela, Los llanos (2020), resultó finalista del Premio Herralde de Novela y obtuvo el premio Fundación Medifé-Filba 2021.

## Biografía

### Primeros años y formación
Federico Falco nació el 20 de septiembre de 1977 en la ciudad de General Cabrera, provincia de Córdoba, Argentina. Se licenció en Ciencias de la Comunicación por la Universidad Blas Pascal y realizó un Master en Escritura Creativa en la Universidad de Nueva York. En 2002, fundó, junto a Luciano Lamberti e Inés Rial, la revista literaria digital Fe de Rata. Durante los años 2003 y 2004, se desempeñó como videoartista.
En 2003, su instalación «Conserva» fue premiada en la II Bienal de Arte Emergente del Centro Cultural España Córdoba. En 2004, recibió la distinción Cabeza de Vaca del mismo centro cultural como el creador joven más destacado en el área de Literatura.Ese mismo año, publicó sus dos primeros libros de cuentos, 222 patitos y 00.En 2005, recibió una beca del Fondo Nacional de las Artes y, en 2009, una beca de la Universidad de Nueva York y del Banco Santander para realizar un MFA en escritura creativa en español.

### Trayectoria literaria
Falco participó de las antologías de cuentos y relatos La joven guardia (2005), In Fraganti (2007), Replicantes (2009), Es lo que hay (2009), Hablar de mí (2009), Asamblea portátil (2009) y Autopista (2010), entre otras. En el año 2010, la revista Granta lo seleccionó como uno de los mejores 22 narradores jóvenes en español menores de 35 años. En los años 2006 y 2008, respectivamente, publicó los libros de poesía Aeropuertos, aviones y Made in China.
Su tercer libro de cuentos, La hora de los monos, fue publicado en el año 2010 por la editorial Emecé, colocándolo como uno de los referentes de la literatura argentina contemporánea.Ese mismo año, publicó la obra de teatro Diosa de barro.En 2011, publicó su primera novela, Cielos de Córdoba.
En 2014, Falco reeditó su primer libro de cuentos con el título de 222 patitos y otros cuentos. En 2016, publicó su cuarta colección de relatos, Un cementerio perfecto.Su segunda novela, Los llanos, fue publicada en el año 2020 por la editorial Anagrama, resultó finalista de la 38a edición del Premio Herralde de Novela y, en 2021, obtuvo el premio Fundación Medifé-Filba.

## Obra

### Novela
- Cielos de Córdoba (2011, Nudista)
- Los llanos (2020, Anagrama)

### Cuento
- 222 patitos (2004, La Creciente)
- 00 (2004, Alción)
- La hora de los monos (2010, Emecé)
- 222 patitos y otros cuentos (2014, Eterna Cadencia)
- Un cementerio perfecto (2016, Eterna Cadencia)

### Poesía
- Aeropuertos, aviones  (2006, ¿Qué vamos a hacer hasta las seis?)
- Made in China (2008, Recovecos)

### Teatro
- Diosa de barrio (2010, La propia cartonera)

## Premios y becas
- 2005: beca del Fondo Nacional de las Artes[7]
- 2009: beca de la Universidad de Nueva York y del Banco Santander[7]
- 2021: premio Fundación Medifé-Filba por Los llanos[15]
- 2024ː Premio Konex 2024 Letras - Cuentoː Quinquenio 2014-2018. Diploma al mérito.[16]